# VisualFEA
VisualFEA é um programa de análise pelo Método dos Elementos Finitos executado nas plataformas MS Windows e Mac OS X. O programa é desenvolvido e distribuído pela Intuition Software, Inc. na Coreia do Sul, sendo usado principalmente para análise estrutural e geotécnica. A característica mais marcante do programa é sua interface amigável baseada sobre pré e pós-processamento gráfico. O VisualFEA tem funções educacionais para ensino e aprendizagem de mecânica estrutural e análise por elementos finitos mediante simulação gráfica.

## Visão geral
O VisualFEA é um programa completo de análise de elementos finitos com muitos elaborados recursos fáceis de usar, que podem ser classificados em grande parte em quatro partes: processamento de elementos finitos, pré-processamento, pós-processamento e simulação educacional. Todas as funções são integradas em um único módulo executável, que é uma característica do programa distinta de outros programas de análise de elementos finitos, geralmente compostos de múltiplos módulos. Todo o procedimento, do pré-processamento à análise e ao pós-processamento, pode ser concluído sem o lançamento de um programa após o outro, ou sem conexão de dados de um programa para outro.

## Processamento
O VisualFEA pode resolver os seguintes tipos de problemas:
- Análise mecânica

Treliça, pórtico, estado plano de tensões, estado plano de deformações, problemas axissimétricos, flexão de placas, casca e sólido 3D
Análise linear, análise não-linear (material ou geométrica)
Análise estática e dinâmica
Análise geotécnica (consolidação, análise de estabilidade de taludes)
- Análise de condução de calor

Volume plano, axissimétrico e 3D
Análise estável ou transiente
Modelo material linear ou não-linear
Análise de dano de fogo
- Análise de infiltração

Volume plano, axissimétrico e 3D
Análise estável ou transiente
Condição de contorno confinada ou não confinada
- Análise acoplada

Análise mecânica acoplada à condução de calor
Análise mecânica acoplada de escoamento

## Pré-processamento
Um modelo de elemento finito no VisualFEA consiste em vários objetos: curva, superfície primitiva, nó, elemento e malha. O VisualFEA tem seus próprios recursos semelhantes a CAD para criar objetos gráficos sem a ajuda de programas externos. O VisualFEA pode criar malhas estruturadas ou não estruturadas em espaço bidimensional ou tridimensional usando os seguintes esquemas de geração de malha:
- Esquema de mapeamento (lofting, mapeamento triplo, mapeamento transfinito, mapeamento isoparamétrico)
- Esquema de varrerdura (extrusão, translação, rotação, torção)
- Esquema de malha automática (triangulação, tetraedronização)
- Tratamento de malha (escultura de malha, operação de malha, interseção, distorção)

O programa tem a função de salvar os dados da malha gerados em formato de texto para uso por outros programas aplicativos. Outros recursos de pré-processamento incluem os seguintes ítens:
- Definição e atribuição de condições de contorno, propriedades de materiais e juntas de elementos, etc.
- Otimização de numeração do número dos nós ou dos elementos
- Manipulação da orientação do elemento, eixos de coordenadas locais

## Pós-processamento
O VisualFEA tem várias funções de visualização dos dados numéricos gerados na solução dos modelos de análise. A representação gráfica mais utilizada dos dados são as imagens de contorno e vetoriais. Existem muitas outras formas de representação gráfica disponíveis no VisualFEA:
- Superfície iso
- Plano fatiado, plano paralelo, plano cruzado
- Gráfico (gráfico de momento fletor, gráfico de força cortante, etc.)
- Plotagem de curvas
- Pesquisa de dados
- Animação

## Simulação educacional
O VisualFEA pode ser usado como uma ferramenta para a educação assistida por computador de mecânica estrutural e método dos elementos finitos. As ferramentas são operadas com os dados de modelagem criados pelo usuário e os resultados de análises resultantes com base na tecnologia de elementos finitos. As ferramentas são planejados para promover o entendimento e estimular o interesse pelos assuntos, fundamentando os princípios conceituais e exibindo visualmente os complexos processos computacionais com o auxílio de computação gráfica interativa. Os tópicos cobertos pelas funções educacionais incluem:
- Relações matemáticas de forças internas em pórticos rígidos.[2]
- Propriedades geométricas de uma seção de membro arbitrariamente definida
- Tensões nas seções transversais
- Carga móvel
- Círculo de Mohr e sua aplicação no escoamento elasto-plástico.[3]
- Trajetória de tensão e superfície de escoamento
- Flambagem
- Processo de montagem e solução na análise de elementos finitos.[4]
- Função de forma e interpolação
- Análise de autovalores.[5]
- Conceito de análise adaptativa

## VisualFEA/CBT
VisualFEA/CBT (Computer Based Technology) é uma versão educativa do programa publicada pela John Wiley and Son's Inc. como um programa de acompanhamento para o livro-texto sobre o método dos elementos finitos. O programa tem a limitação de 3 mil nós que podem ser manipulados.